# تحت المظلة
تحت المظلة هي مجموعة قصصية من تأليف الأديب المصري الحاصل على جائزة نوبل في الأدب نجيب محفوظ صدرت لأوّل مرة في عام 1967، وروى في إحدى قصصها تجربته عندما زار اليمن في يوليو عام 1963.

## عن الكتاب
يتألف الكتاب من مجموعة قصصية تضمّ 6 قصص تتباين في حجمها من حيث الطول والقصر فتتراوح ما بين القصة القصيرة والرواية القصيرة أو النوفيلا، إلى جانب 5 مسرحيّات قصيرة، وتحمل القصص القصيرة التي يحتويها الكتاب عناوينًا مثل:
- تحت المظلة
- النوم
- الظلام
- الوجه الآخر
- الحاوي خطف الطبق
- ثلاثة أيام في اليمن

## أبحاث أكاديمية ودراسات نقدية حول الكتاب
كانت قصص مجموعة تحت المظلة موضوعًا للتحليل في عدد من الأبحاث الأكاديمية والدراسات النقديّة، ومنها:
- دراسة بعنوان «العناصر اللغوية ودورها في تحقيق التماسك النصي في قصة تحت المظلّة لنجيب محفوظ» أعدها الكاتب محمد عبد الرحمان حسن الحجوج ونشرتها مجلة كلية الآداب والعلوم الإنسانية والإجتماعية بجامعة محمد خضر في بسكرة بالجزائر في عددها الصادر في 1 يونيو عام 2017.[5]

## روابط خارجية
- صفحة الكتاب على موقع جود ريدز
- صفحة الكتاب على موقع أبجد